# Anti-Franchise League
Anti-Franchise League, var en australisk kvinnoorganisation, grundad 1900.
Den grundades av konservativa kvinnor med syftet att motverka införandet av kvinnlig rösträtt, en fråga som då drevs intensivt av rösträttsrörelsen i Australien. Organisationen blev inte långvarig. Australien införde kvinnlig rösträtt federalt 1901. 